# Frédéric Cuvillier

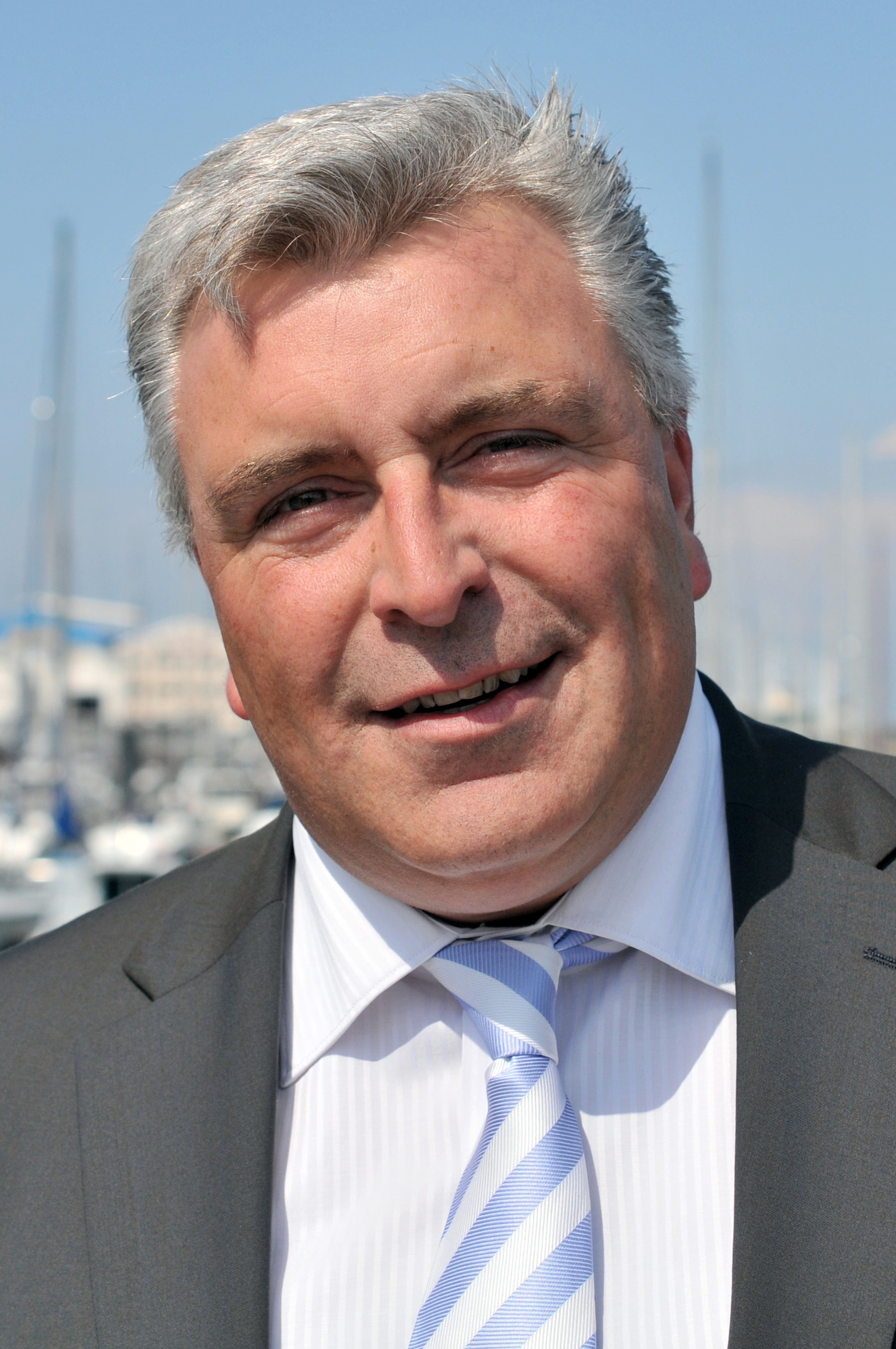
Frédéric Cuvillier (2007)

Frédéric Cuvillier (* 9. Dezember 1968 in Boulogne-sur-Mer, Département Pas-de-Calais) ist ein französischer Politiker der Parti Socialiste (PS). Er ist Bürgermeister von Boulogne-sur-Mer und war vom 16. Mai 2012 bis zum 25. August 2014 Beigeordneter Minister bzw. Staatssekretär für Verkehr, maritime Angelegenheiten und Fischerei im Ministerium für Umwelt, nachhaltige Entwicklung und Energie in den Kabinetten Ayrault I, Ayrault II und Valls I.

## Leben

### Studium, Maître de conférences und Bürgermeister
Nach dem Schulbesuch studierte Cuvillier Rechtswissenschaften, schloss dieses Studium als Doktor der Rechtswissenschaften ab und wurde später als Maître de conférences Lehrbeauftragter für Öffentliches Recht an der Université du Littoral Côte d’Opale (ULCO).
1984 trat er als Mitglied der PS bei und war zunächst von 1989 bis 1993 Parlamentarischer Assistent des Abgeordneten Guy Lengagne sowie anschließend Erster Sekretär der PS von Boulogne-sur-Mer.
Bei den Kommunalwahlen 1995 kandidierte er in Boulogne-sur-Mer auf einer Liste parteiloser Linker (Divers gauche), die von Guy Lengagne angeführt wurde, der zuvor aus der PS ausgeschlossen wurde und nunmehr Präsident der kommunalen Wählergemeinschaft Rassembler Agir pour le Boulonnais (RAB) war. Obwohl die PS mit ihrem Spitzenkandidaten Dominique Dupilet als Sieger aus der Wahl hervorging, unterstützte die Divers gauche die Wiederwahl von Bürgermeister Jean Muselet, der Kandidat der Divers droite war. Nach dem Tod Muselets und der Ungültigkeit der Kommunalwahlen von 1995 war eine Nachwahl erforderlich. Hierzu bildeten Lengagne und Cuvillier mit Teilen der Anhänger Muselets eine gemeinsame Wahlliste mit dem Ergebnis, dass Frédéric Cuvillier im Dezember 1996 Vize-Bürgermeister von Boulogne-sur-Mer wurde. Als solcher war er bis März 2001 zuständig für Wohnungsbau und zeitgleich von Dezember 1996 bis 2008 Vizepräsident des Gemeindeverbandes Communauté d’agglomération du Boulonnais.
Im November 2002 wurde Cuvillier erstmals selbst als Nachfolger von Guy Lengagne zum Bürgermeister von Boulogne-sur-Maire gewählt und 2008 für eine weitere sechsjährige Wahlperiode wiedergewählt. Ab 2008 war er auch Präsident des Gemeindeverbandes Communauté d’agglomération du Boulonnais. Da die neue Regierung unter François Hollande die Losung ausgegeben hatte gegen die Ämterhäufung vorzugehen, trat er kurz nach seiner Ernennung zum Beigeordneten Minister der Staatsregierung im Juli 2012 von beiden Funktionen zurück. Seine Nachfolgerin als Bürgermeister wurde die auch der PS zugehörige Mireille Hingrez-Cereda. Daneben war er zwischen 2004 und 2007 Mitglied des Generalrates des Départements Pas-de-Calais und vertrat in diesem den Kanton Le Portel.
Bei den Kommunalwahlen im Frühjahr 2014 wurde er erneut zum Bürgermeister seiner Heimatstadt gewählt. Er kumulierte damit, entgegen der Linie Hollandes, dieses Amt mit einer Regierungsfunktion.

### Abgeordneter und Minister
Bei der Parlamentswahl am 17. Juni 2007 wurde er als Kandidat der PS zum Abgeordneten der Nationalversammlung gewählt und vertritt in dieser abermals als Nachfolger von Guy Lengagne seitdem den Wahlkreis Pas-de-Calais V. Aufgrund seiner Mitgliedschaft in der Regierung ruhte sein Mandat zwischen dem 21. Juli 2012 und dem 27. September 2014.
Cuvillier, der auch Mitglied des Nationalrates der Parti Socialiste ist, unterstützte auf dem Parteitag der PS in Reims 2008 den von Bertrand Delanoë vorgestellten Entwurf für ein Parteiprogramm und schloss sich später der parteiinternen Gruppe Répondre à Gauche an, mit der er François Hollande bei den Vorwahlen für die Kandidatur der PS bei der Präsidentschaftswahl 2012 unterstützte.
Nach der Wahl von François Hollande zum Staatspräsidenten und der Benennung von Jean-Marc Ayrault zum Premierminister wurde er von diesem am 17. Mai 2012 zum Beigeordneten Minister für Verkehr und maritime Wirtschaft in dessen Kabinett berufen und war als solcher dem Ministerium für Umwelt, nachhaltige Entwicklung und Energie zugeordnet. Er behielt seine Funktion auch in den Regierungen Ayrault II und Valls I, wobei sein Portfolio bei der Ernennung der Regierung Ayrault II in Verkehr, maritime Angelegenheiten und Fischerei umbenannt und sein Status in der Regierung Valls I in den eines Staatssekretärs verändert wurde. Im Zuge der Bildung der Regierung Valls II erklärte er seinen Verzicht auf sein Amt, weil seiner Auffassung nach die Kompetenzen als Staatssekretär nicht ausreichend für die anstehenden politischen Aufgaben seien. Entsprechend schied er am 25. August 2014 aus dem Amt.
Nur einen Tag nach seinem Ausscheiden aus der Regierung übte Cuvillier deutliche Kritik an Hollande und Valls. Er warf ihnen vor, die Botschaft der Kommunalwahlen 2014 (bei denen die Sozialisten eine deutliche Niederlage erlitten hatten) nicht verstanden zu haben und formulierte gegenüber Hollande zusätzlich, er spreche nicht ausreichend und klar genug mit den Franzosen.